# Collegio di Grantham and Stamford
Grantham and Stamford è stato un collegio elettorale inglese situato nel Lincolnshire rappresentato alla Camera dei comuni del Parlamento del Regno Unito. Eleggeva un membro del parlamento con il sistema first-past-the-post, ossia maggioritario a turno unico; il collegio è stato abolito in occasione della revisione periodica del 2024.

## Estensione
- 1997-2010: i ward del distretto di South Kesteven di All Saints, Aveland, Barrowby, Belmont, Bourne East, Bourne West, Casewick, Devon, Earlesfield, Forest, Glen Eden, Grantham St John's, Greyfriars, Harrowby, Hillsides, Isaac Newton, Lincrest, Morkery, Peascliffe, Ringstone, St Anne's, St George's, St Mary's, St Wulfram's, Stamford St John's e Toller.
- 2010-2024: i ward del distretto di South Kesteven di All Saints, Aveland, Belmont, Bourne East, Bourne West, Earlesfield, Forest, Glen Eden, Grantham St John’s, Green Hill, Greyfriars, Harrowby, Hillsides, Isaac Newton, Lincrest, Morkery, Ringstone, St Anne’s, St George’s, St Mary’s, St Wulfram’s, Stamford St John’s, Thurlby, Toller e Truesdale.

Il collegio copriva le città di Grantham, città di origine dell'ex Primo Ministro conservatore Margaret Thatcher, e Stamford, nel Lincolnshire, insieme a diversi villaggi circostanti. Parte del collegio faceva parte dell'ex collegio di Stamford and Spalding.

### Revisione del 2010
A seguito della revisione dei collegi in occasione delle elezioni generali del 2010, Grantham and Stamford cedette a Sleaford and North Hykeham sei ward, mentre tutta l'area di Truesdale fu inglobata in Grantham and Stamford, mentre in precedenza era condivisa con South Holland and The Deepings. 

## Membri del parlamento
| Elezione | Elezione | Deputato         | Partito          |
| -------- | -------- | ---------------- | ---------------- |
|          | 1997     | Quentin Davies   | Conservatore     |
|          | 2007     | Quentin Davies   | Laburista        |
|          | 2010     | Nick Boles       | Conservatore     |
|          | Apr 2019 | Nick Boles       | Indipendente     |
|          | 2019     | Gareth Davies    | Conservatore     |
|          | 2024     | Collegio abolito | Collegio abolito |

## Elezioni

### Elezioni negli anni 2010
| Partito                    | Partito                                   | Candidato                  | Risultati 12 dicembre 2019 | Risultati 12 dicembre 2019 |
| Partito                    | Partito                                   | Candidato                  | Voti                       | %                          |
| -------------------------- | ----------------------------------------- | -------------------------- | -------------------------- | -------------------------- |
|                            | Conservatore                              | Gareth Davies              | 36 794                     | 65,70                      |
|                            | Laburista                                 | Kathryn Salt               | 10 791                     | 19,27                      |
|                            | Lib Dem                                   | Harrish Bisnauthsing       | 6 153                      | 10,99                      |
|                            | Verdi                                     | Anne Gayfer                | 2 265                      | 4,04                       |
|                            |                                           |                            |                            |                            |
| Iscritti                   | Iscritti                                  | Iscritti                   | 81 502                     | 100,00                     |
| ↳ Votanti (% su iscritti)  | ↳ Votanti (% su iscritti)                 | ↳ Votanti (% su iscritti)  | 56 003                     | 68,71                      |
| ↳ Astenuti (% su iscritti) | ↳ Astenuti (% su iscritti)                | ↳ Astenuti (% su iscritti) | 25 499                     | 31,29                      |
|                            |                                           |                            |                            |                            |
|                            | Esito: collegio confermato a Conservatore |                            |                            |                            |

| Partito                    | Partito                                   | Candidato                  | Risultati 8 giugno 2017 | Risultati 8 giugno 2017 |
| Partito                    | Partito                                   | Candidato                  | Voti                    | %                       |
| -------------------------- | ----------------------------------------- | -------------------------- | ----------------------- | ----------------------- |
|                            | Conservatore                              | Nick Boles                 | 35 090                  | 62,00                   |
|                            | Laburista                                 | Barrie Fairbairn           | 14 996                  | 26,50                   |
|                            | Lib Dem                                   | Anita Day                  | 3 120                   | 5,51                    |
|                            | UKIP                                      | Marietta King              | 1 745                   | 3,08                    |
|                            | Indipendente                              | Tariq Mahmood              | 860                     | 1,52                    |
|                            | Verdi                                     | Becca Thackray             | 782                     | 1,38                    |
|                            |                                           |                            |                         |                         |
| Iscritti                   | Iscritti                                  | Iscritti                   | 81 781                  | 100,00                  |
| ↳ Votanti (% su iscritti)  | ↳ Votanti (% su iscritti)                 | ↳ Votanti (% su iscritti)  | 56 593                  | 69,20                   |
| ↳ Astenuti (% su iscritti) | ↳ Astenuti (% su iscritti)                | ↳ Astenuti (% su iscritti) | 25 188                  | 30,80                   |
|                            |                                           |                            |                         |                         |
|                            | Esito: collegio confermato a Conservatore |                            |                         |                         |

| Partito                    | Partito                                   | Candidato                  | Risultati 7 maggio 2015 | Risultati 7 maggio 2015 |
| Partito                    | Partito                                   | Candidato                  | Voti                    | %                       |
| -------------------------- | ----------------------------------------- | -------------------------- | ----------------------- | ----------------------- |
|                            | Conservatore                              | Nick Boles                 | 28 399                  | 52,83                   |
|                            | UKIP                                      | Marietta King              | 9 410                   | 17,51                   |
|                            | Laburista                                 | Barrie Fairbairn           | 9 070                   | 16,87                   |
|                            | Lib Dem                                   | Harrish Bisnauthsing       | 3 263                   | 6,07                    |
|                            | Verdi                                     | Aidan Campbell             | 1 872                   | 3,48                    |
|                            | Indipendente                              | Ian Selby                  | 1 017                   | 1,89                    |
|                            | Lincolnshire Independent                  | Jan Hansen                 | 724                     | 1,35                    |
|                            |                                           |                            |                         |                         |
| Iscritti                   | Iscritti                                  | Iscritti                   | 81 200                  | 100,00                  |
| ↳ Votanti (% su iscritti)  | ↳ Votanti (% su iscritti)                 | ↳ Votanti (% su iscritti)  | 53 755                  | 66,20                   |
| ↳ Astenuti (% su iscritti) | ↳ Astenuti (% su iscritti)                | ↳ Astenuti (% su iscritti) | 27 445                  | 33,80                   |
|                            |                                           |                            |                         |                         |
|                            | Esito: collegio confermato a Conservatore |                            |                         |                         |

| Partito                    | Partito                                   | Candidato                  | Risultati 6 maggio 2010 | Risultati 6 maggio 2010 |
| Partito                    | Partito                                   | Candidato                  | Voti                    | %                       |
| -------------------------- | ----------------------------------------- | -------------------------- | ----------------------- | ----------------------- |
|                            | Conservatore                              | Nick Boles                 | 26 552                  | 50,29                   |
|                            | Lib Dem                                   | Harrish Bisnauthsing       | 11 726                  | 22,21                   |
|                            | Laburista                                 | Mark Bartlett              | 9 503                   | 18,00                   |
|                            | BNP                                       | Christopher Robinson       | 2 485                   | 4,71                    |
|                            | UKIP                                      | Anthony Wells              | 1 604                   | 3,04                    |
|                            | Lincolnshire Independent                  | Mark Horn                  | 929                     | 1,76                    |
|                            |                                           |                            |                         |                         |
| Iscritti                   | Iscritti                                  | Iscritti                   | 77 645                  | 100,00                  |
| ↳ Votanti (% su iscritti)  | ↳ Votanti (% su iscritti)                 | ↳ Votanti (% su iscritti)  | 52 799                  | 68,00                   |
| ↳ Astenuti (% su iscritti) | ↳ Astenuti (% su iscritti)                | ↳ Astenuti (% su iscritti) | 24 846                  | 32,00                   |
|                            |                                           |                            |                         |                         |
|                            | Esito: collegio confermato a Conservatore |                            |                         |                         |

### Elezioni negli anni 2000
| Partito                    | Partito                                   | Candidato                  | Risultati 5 maggio 2005 | Risultati 5 maggio 2005 |
| Partito                    | Partito                                   | Candidato                  | Voti                    | %                       |
| -------------------------- | ----------------------------------------- | -------------------------- | ----------------------- | ----------------------- |
|                            | Conservatore                              | Quentin Davies             | 22 109                  | 46,89                   |
|                            | Laburista                                 | Ian Selby                  | 14 664                  | 31,10                   |
|                            | Lib Dem                                   | Patrick O'Connor           | 7 838                   | 16,62                   |
|                            | UKIP                                      | Stuart Rising              | 1 498                   | 3,18                    |
|                            | Democratici                               | Benedict Brown             | 774                     | 1,64                    |
|                            | Organisation of Free Democrats            | John Andrews               | 264                     | 0,56                    |
|                            |                                           |                            |                         |                         |
| Iscritti                   | Iscritti                                  | Iscritti                   | 74 130                  | 100,00                  |
| ↳ Votanti (% su iscritti)  | ↳ Votanti (% su iscritti)                 | ↳ Votanti (% su iscritti)  | 47 147                  | 63,60                   |
| ↳ Astenuti (% su iscritti) | ↳ Astenuti (% su iscritti)                | ↳ Astenuti (% su iscritti) | 26 983                  | 36,40                   |
|                            |                                           |                            |                         |                         |
|                            | Esito: collegio confermato a Conservatore |                            |                         |                         |

| Partito                    | Partito                                   | Candidato                  | Risultati 7 giugno 2001 | Risultati 7 giugno 2001 |
| Partito                    | Partito                                   | Candidato                  | Voti                    | %                       |
| -------------------------- | ----------------------------------------- | -------------------------- | ----------------------- | ----------------------- |
|                            | Conservatore                              | Quentin Davies             | 21 329                  | 46,08                   |
|                            | Laburista                                 | John Robinson              | 16 811                  | 36,32                   |
|                            | Lib Dem                                   | Jane Carr                  | 6 665                   | 14,40                   |
|                            | UKIP                                      | Marilyn Swain              | 1 484                   | 3,21                    |
|                            |                                           |                            |                         |                         |
| Iscritti                   | Iscritti                                  | Iscritti                   | 75 512                  | 100,00                  |
| ↳ Votanti (% su iscritti)  | ↳ Votanti (% su iscritti)                 | ↳ Votanti (% su iscritti)  | 46 289                  | 61,30                   |
| ↳ Astenuti (% su iscritti) | ↳ Astenuti (% su iscritti)                | ↳ Astenuti (% su iscritti) | 29 223                  | 38,70                   |
|                            |                                           |                            |                         |                         |
|                            | Esito: collegio confermato a Conservatore |                            |                         |                         |

## Risultati dei referendum

### Referendum sulla permanenza del Regno Unito nell'Unione europea del 2016
|             | Collegio              | Lasciare UE % | Rimanere in UE % |
| ----------- | --------------------- | ------------- | ---------------- |
|             | Grantham and Stamford | 61,0%         | 39,0%            |
| Inghilterra | 53,3%                 | 46,7%         |                  |
| Regno Unito | 51,9%                 | 48,1%         |                  |